# Панагис Тсалдари
Панагис Тсалдари (грч. Παναγιώτης (Παναγής) Τσαλδάρης; Коринт, 5. март 1868 — 17. мај 1936) био је грчки политичар и 48. премијер Грчке. Био је поштовани конзервативни политичар и вођа дугих година (1922—1936) конзервативне Народне странке у периоду пре Другог светског рата. Био је супруг Лине Тсалдари, грчке суфрагисткиње, члана хеленског парламента и министра за социјалну заштиту.

## Биографија
Рођен је 5. марта 1868. у Коринту. Студирао је Правни факултет, Универзитет у Атини, и као одличан студент, наставио је студије у иностранству, између осталог у Берлину и Паризу. По повратку у Грчку радио је као адвокат, где је захваљујући својој стручности стекао поштовање колега.
Године 1919. оженио се ћерком универзитетског професора (а касније и грчког премијера) Спиридона Ламброса, Лином Тсалдари, која га је подржавала током целог живота и остала политички активна, чак и након мужеве смрти.
Странке опозиције, укључујући Либералну странку, нису учествовале на изборима 1935. године, протестујући против изборног закона, који је донела Тсалдаријева влада, и за специјалне судове, који су већ осудили на смрт два истакнута официра либералне војске. Као резултат, Народна странка је однела победу. Тсалдари и његови савезници освојили су све осим шест места у парламенту.
Избори 1935. готово су осигурали обнову монархије. Сам Тсалдари се снажно залагао за повратак Ђорђа II Грчког, али је желео да обезбеди легитимитет спровођењем прво референдума. Међутим, неколико десничарских елемената, укључујући значајну фракцију властите странке, захтевало је повратак монархије без формалности референдума. Током изборне кампање, савез ројалиста је формиран. Чинили су га Јоанис Метаксас и Јоанис Ралис, који су изричито захтевали да се одмах врати бивши краљ.
У Народној скупштини, Тсалдари је инсистирао на референдуму. То је наљутило оне који су желели да се одрекну таквих формалности, међу којима је његов сопствени ратни министар, бивши венизелиста. Кондилис и команданти оружаних снага, међу којима је био и Александрос Папагос, затражили су његову оставку 10. октобра 1935. Без другог избора, Тсалдари га је послушао. Кондилис је преузео премијерско место, а касније тог дана приморао је председника Александроса Заимиса да поднесе оставку. Кондилис је укинуо републику, прогласио се регентом и 11. новембра приредио референдум за повратак монархије. Званични резултати показали су да је 98 посто гласача подржало обнову монархије.
После овога, Народна странка се поделила и формирана је Национална народна странка. На изборима 1935. Народна и Либерална странка биле су готово изједначене. Током постизборне ере, Тсалдари је учествовао у парламенту и одржао неке од најбољих и најважнијих говора у својој политичкој каријери. Ипак, лоше здравље га је издало и није успео да испуни своје политичке снове.
Преминуо је 17. маја 1936. у Атини. Пре своје смрти, гласао је против прве владе Јоаниса Метаксаса, претече следеће диктатуре.

## Политика
У политику је ушао 1910. године, када је први пут изабран у хеленски парламент Коринт. Узастопно је биран у парламент до своје смрти 1936. Године 1915. подржао је краља Константин I Грчког у сукобу са Елефтериосом Венизелосом и постао је министар правде у влади Димитриоса Гоунариса. Након повратка Венизелоса и самоизгнанства краља 1917. године, Панагис Тсалдари је затворен, а затим прогнан на разна острва Егејског мора.
После парламентарних избора 1920, који су резултирали неочекиваном победом Народне странке, Тсалдари је служио у владама Димитриоса Ралиса и Николаса Калогеропулоса као министар унутрашњих послова и министар јавног транспорта. У влади Димитриоса Гоунариса још једном је био министар јавног саобраћаја.

### Лидер Народне странке
После погубљења вође Народне странке, Димитриоса Гоунариса, Тсалдарија су чланови странке изабрали за свог вођу 1922. године. На изборима 1923. странка није учествовала и Тсалдари је протествовао против прогона десничарских политичара. На референдуму 1924. подржао је краља Ђорђа II Грчког.
Током диктатуре Пангалоса, Тсалдари је одбио да сарађује са генераловим режимом. После избора 1926. учествовао је у влади националног јединства Александроса Заимиса као министар националне економије, образовања и унутрашњих послова, али је поднео оставку августа 1927. због неслагања у вези са валутном политиком владе.
Током владе либералне странке 1928–1932. и њеног лидера Елефтериоса Венизелоса, Панагис Тсалдари је био лидер опозиције, као лидер другог по величини партијског парламента. Године 1932. одбио је Венизелосов предлог да води владу националног јединства.

### Премијер
Формирао је своју прву владу 1932. године, заједно са Јоанисом Метаксасом, али срушена је убрзо. Тсалдари је формирао нову владу 10. марта 1933. након победе на изборима.
Када је други пут изабран за премијера, сарађивао је поново са Јоанисом Метаксасом. Суочио се са успешним војним покретом Николаса Пластираса, али је због ове кризе постављена привремена влада под вођством генерала потпуковника. Углед његове владе је укаљан, због покушаја атентата на Елефтериоса Венизелоса. Тсалдари није био умешан и осудио је кривични напад, али чланови његове странке и блиске присталице сматрани су одговорнима за напад. Истовремено, три истакнута члана Народне странке изразила су подршку монархији и прогнаном Ђорђу II Грчком. Тсалдари је осудио такве изјаве, што је изазвало негодовање либерала. Међутим, ове изјаве узнемириле су венизелистички логор, који је у марту 1935. покренуо абортивни пуч. Након успешног сузбијања побуне, Тсалдари је распустио хеленски парламент и прогласио ванредне изборе, тражећи избор уставне скупштине.
У једном од важних чинова свог другог премијерског мандата, Тсалдари је потписао балкански пакт са Турском, Румунијом и Краљевином Југославијом, као и засебни споразум са Турском, гарантујући заједничке границе две земље.

## Наслеђе
Панагис Тсалдари је поштован због своје умерености као ројалиста и десничарски политичар. Карактеристично је да се, када су Кондилис, Папагос и други ројалисти његове паратаксије захтевали тренутно спровођење уставне монархије, Тсалдари успротивио тим плановима, тражећи спровођење референдума. Када је приметио терет политичке нестабилности, Тсалдари је одступи уместо да погоршава стање. Истовремено је остао при својим демократским вредностима.
Његов главни проблем и његово политичко мучење је била равнотежа између његових демократских принципа и његових ројалистичких опредељења. Током последњих година своје политичке каријере, није предвидео Метакасову диктатуру и није реаговао како би спречио долазак диктаторског режима. Ово је био неуспех који је поделио са већином других политичара свог времена.